# Suzi Quatro (álbum)
Suzi Quatro es el álbum debut de estudio de la cantante estadounidense del mismo nombre. El LP fue publicado originalmente en octubre de 1973 a través de Rak Records. El álbum fue publicado en los Estados Unidos y Canadá por Bell Records, en Japón por EMI Records, y a través de Columbia Records en algunos territorios europeos. El álbum fue titulado Can the Can en Australia.

## Lanzamiento y recepción
El álbum fue un éxito comercial, consiguiendo popularidad desde su lanzamiento, alcanzando el Top 50 en numerosos territorios, posicionándose en el número 32 en el Reino Unido, #4 en Alemania, #5 en Países Bajos y #2 en Australia. El LP también obtuvo un éxito menor en los Estados Unidos entrando en el Top 150 en los Billboard 200. El sencillo principal "48 Crash", el cual también obtuvo un éxito comercial, alcanzó el Top 10 en numerosos territorios, incluyendo en el Reino Unido, donde alcanzó el número 3.
Un escritor no especificado de Record World le otorgó el certificado de “Hit of the Week”, y calificó los ritmos que impulsan el rock & roll en todo el disco como “sensual y sólido”. Un escritor no especificado de la revista Cash Box describió el álbum como “espectacular”, e indicó que “el hecho de que Suzi toque el bajo además de cantar hace que este paquete sea aún más provocativo”. Un escritor no especificado de la revista Billboard calificó el álbum como “bueno y divertido”. En una reseña retrospectiva para AllMusic, Dave Thompson le dio al álbum cuatro estrellas y media y escribió que "Suzi Quatro se mantenía como uno de los álbumes debut más calientes de la época".

## Lista de canciones
Todas las canciones escritas por Suzi Quatro y Len Tuckey, excepto donde está anotado.
| Lado uno |                                                     |          |  |
| N.º      | Título                                              | Duración |  |
| 1.       | «48 Crash» (Mike Chapman, Nicky Chinn)              | 3:53     |  |
| 2.       | «Glycerine Queen»                                   | 3:49     |  |
| 3.       | «Shine My Machine»                                  | 3:50     |  |
| 4.       | «Official Suburbian Superman»                       | 3:07     |  |
| 5.       | «I Wanna Be Your Man» (John Lennon, Paul McCartney) | 3:20     |  |
| 6.       | «Primitive Love»                                    | 4:14     |  |

| Lado dos |                                                |          |  |
| N.º      | Título                                         | Duración |  |
| 1.       | «All Shook Up» (Otis Blackwell, Elvis Presley) | 3:50     |  |
| 2.       | «Sticks & Stones»                              | 3:41     |  |
| 3.       | «Skin Tight Skin»                              | 4:22     |  |
| 4.       | «Get Back Mama» (Quatro)                       | 5:57     |  |
| 5.       | «Rockin' Moonbeam»                             | 2:54     |  |
| 6.       | «Shakin' All Over» (Johnny Kidd)               | 3:34     |  |

- Los lados uno y dos fueron combinados como pista 1–12 en la reedición de CD.

| Bonus tracks (2011 7T's Records reissue) |                                                                           |          |  |
| N.º                                      | Título                                                                    | Duración |  |
| 13.                                      | «Rolling Stone» (Non-album single)                                        | 2:46     |  |
| 14.                                      | «Brain Confusion (For All the Lonely People)» (B-side of «Rolling Stone») | 3:11     |  |
| 15.                                      | «Can the Can» (Non-album single)                                          | 3:36     |  |
| 16.                                      | «Ain't Ya Somethin' Honey» (B-side of «Can the Can»)                      | 4:07     |  |
| 17.                                      | «Little Bitch Blue» (B-side of «48 Crash»)                                | 3:28     |  |
| 18.                                      | «Daytona Demon» (Non-album single)                                        | 4:02     |  |
| 19.                                      | «Roman Fingers» (B-side of «Daytona Demon»)                               | 3:48     |  |
| 20.                                      | «Ain't Got No Home»                                                       | 2:19     |  |

## Créditos y personal
Créditos adaptados desde las notas de álbum de Suzi Quatro.
Músicos
- Suzi Quatro – voz principal, bajo eléctrico
- Len Tuckey – guitarra, slide guitar, coros
- Alastair McKenzie – piano eléctrico, Mellotron, coros
- Dave Neal – batería, coros

Personal técnico
- Mike Chapman y Nicky Chinn – producción
- Pete Coleman – ingeniero de audio
- Gered Mankowitz – diseño de portada

## Posicionamiento

### Gráfica semanal
| Gráfica (1973–74)                         | Pico de posición |
| ----------------------------------------- | ---------------- |
| Alemania (Offizielle Top 100)             | 4                |
| Australia (Kent Music Report)             | 2                |
| Austria (Ö3 Austria Top 40)               | 5                |
| Canadá (RPM Top Albums)                   | 71               |
| Estados Unidos (Billboard Top LPs & Tape) | 142              |
| Finlandia (Suomen virallinen lista)       | 5                |
| Japón (Oricon Albums Chart)               | 25               |
| Noruega (VG-lista)                        | 6                |
| Reino Unido (UK Albums Chart)             | 32               |

| Gráfica (2022)                            | Pico de posición |
| ----------------------------------------- | ---------------- |
| Reino Unido (UK Independent Albums Chart) | 47               |

## Certificaciones y ventas
| País                          | Certificación | Ventas |
| ----------------------------- | ------------- | ------ |
| Finlandia (Musiikkituottajat) | Oro           | 20 000 |